# Rokitno (powiat tomaszowski)
Rokitno – wieś w Polsce położona w województwie lubelskim, w powiecie tomaszowskim, w gminie Ulhówek. Wieś położona w obrębie Grzędy Sokalskiej.
Wieś jest sołectwem w gminie Ulhówek. Według Narodowego Spisu Powszechnego z roku 2011 wieś liczyła 150 mieszkańców.
Wierni Kościoła rzymskokatolickiego należą do parafii św. Jana Chrzciciela w Rzeplinie.

## Części wsi
| SIMC    | Nazwa    | Rodzaj    |
| ------- | -------- | --------- |
| 0904463 | Mogiła   | część wsi |
| 0904470 | Ostrów   | część wsi |
| 0904486 | Posadów  | część wsi |
| 0904492 | Zachajek | część wsi |

## Historia
Pierwsza wzmianka o miejscowości pochodzi z 1403 roku, kiedy właścicielem Rokitna i Posadowa był Jan, który wespół z Prandotą z Wysokiej, Pawłem z Radzanowa i Benedyktem z Przewodowa uposażyli kościół w Rzeplinie (L. Bieńkowski 1960, s. 245). W 1498 roku Anioł ze Steniatyna i Byszowa posiadał zastaw w Rokitnie (A. Janeczek 1993, s.341). Brak jest miejscowości w rejestrach poborowych z 1531 i 1578 roku, co może sugerować o czasowym zaniku wsi. W XVII w. właścicielami wsi byli zapewne Kazimierz i Anna z Zawadzkich, których córka Eleonora wychodząc za Aleksandra Bełżeckiego wniosła mu wieś w wianie. Po niej odziedziczył ją syn Konstanty. w 1721 r. od Konstantego Bełżeckiego herbu Jastrzębiec wieś nabył Jerzy Geschau (A. Boniecki, uzupełnienia s.101). Pod koniec XVIII w. wieś należała do hrabiego Andrzeja Rastawieckiego herbu Sas, wiceregenta brańskiego i barona austriackiego, żonatego z Katarzyną Wysokińską. w 1809 roku była już we władaniu jego syna, barona Ludwika Rastawieckiego, marszałka i posła powiatu tomaszowskiego, po którym w 1847 odziedziczył syn Edward, żonaty z Leonią Nakwaską (APZ, Akta hipoteki Nowosiółki). Na początku XIX w. dobra Rokitno posiadał Edward Gawlikowski herbu Jelita, żonaty z Teresą Nowicką (A. Boniecki, t. V, s.388). Pod koniec XIX w. miejscowość należała do gminy Czerkasy i parafii w Łaszczowie (SGKP, wypisy, s.324). W 1925 roku wybudowano we wsi cegielnię (ZAiBwP, t.48, s.116). Według danych z 1929 roku 1200 ha gruntów w Rokitnie należało do doktora Stefana Iszkowskiego (T. Epsztein, S. Górzyński 1990, s.35). 5 kwietnia 1944 roku oddziały UPA spaliły częściowo wieś (M. Skiba 1996, s.157).

## Jednostka Ochotniczej Straży Pożarnej
16 stycznia 1969 r. w Rokitnie została założona jednostka OSP. Powstała z inicjatywy mieszkańców: Józefa Kołodziejczyka (prezes), Tadeusza Ścirki (skarbnik), Czesława Malarza, Jana Lachowskiego (naczelnik), Jana Buchajskiego (wiceprezes), Stanisława Wlazia (przewodniczący Komisji Rewizyjnej), Mariana Jeruzala (członek Komisji Rewizyjnej), Zbigniewa Kolanko (gospodarz), Ferdynanda Ciocha(sekretarz) i Stanisława Bednarczyka (członek Komisji Rewizyjnej). W 1969 r. jednostka wyposażona została w motopompę M-200, węże, hełmy i toporki. W 1972 r. druhowie otrzymali 10 kompletów mundurów wyjściowych i ćwiczebnych. Do grona osób szczególnie zasłużonych dla jednostki należą: Tadeusz Ścirka, Józef Kołodziejczyk, Jan Lachowski, Czesław Malarz i Zbigniew Kolanko. Z ich inicjatywy przy pomocy pozostałych strażaków ochotników i mieszkańców wsi zbudowano drewnianą remizo-świetlicę. W 1990 r. członkowie OSP Stanisław Bednarczyk, Jerzy Ścirka, Tadeusz Wawrzusiszyn i Marian Jeruzal wraz z ówczesnym sołtysem Stanisławem Kumą podjęli się budowy piętrowej, murowanej remizo-świetlicy. Dzięki wielkiemu zaangażowaniu członków jednostki i mieszkańców wsi oraz wsparciu ze strony Urzędu Gminy obiekt został oddany do użytku w 1993 r. W 2005 r. druhowie jednostki i sołtys Józef Bachniuk rozpoczęli budowę boiska sportowego i ogrodzenia wokół remizy. od dnia powstania jednostki druhowie OSP corocznie uczestniczą w zawodach sportowo-pożarniczych oraz różnorodnych uroczystościach związanych z historią regionu. Aktualnie jednostka liczy 14 czynnych strażaków ochotników. W skład obecnego zarządu OSP wchodzą: Prezes – Czapla Jan, Naczelnik – Wilk Stanisław, Sekretarz – Bachniuk Józef, Skarbnik – Ścirka Jerzy, Gospodarz – Czapla Marek, Członkowie: Ścirka Piotr, Kuma Tomasz, Bachniuk Mateusz, wspierający: Wawrzusiszyn Tadeusz, Lachowski Jan, Wlaź Stanisław, Komisja Rewizyjna: Przewodniczący – Ścirka Wojciech, członkowie: Płocidym Stanisław, Wilk Marcin.
W latach 1975–1998 miejscowość należała administracyjnie do województwa zamojskiego.